# 3934 Tove
3934 Tove (1987 DF1) là một tiểu hành tinh vành đai chính được phát hiện ngày 23 tháng 2 năm 1987 bởi P. Jensen ở Brorfelde.